# Rue de Castries
La rue de Castries est une rue du quartier d'Ainay dans 2e arrondissement de Lyon, en France.

## Situation et accès
La rue commence sur le quai Maréchal-Joffre et se termine à la rue d'Enghien. Elle est traversée par la rue Vaubecour. La circulation se fait dans les deux sens.

## Origine du nom
Le nom de la rue vient du duc Augustin de Castries, lieutenant général pour le roi des provinces de Lyonnais, Forez et Beaujolais en 1787. Il devient pair en 1814.
Le nom de Castries, consacré par l'usage, se prononce Castre [kastʀ]. 

## Histoire
La rue de Castries est créée dans la première partie du XIXe siècle, à la suite des travaux d'aménagement de la compagnie Perrache sur la presqu'île qui repousse le confluent plus au sud,.
Alphonse Daudet a vécu dans cette rue.
Victor de Laprade (1812-1883) avait sa maison au N°10, une plaque rappelle qu'il était poète, membre de l'académie française et qu'il est mort à cette adresse le 13 décembre 1883,.

## Galerie

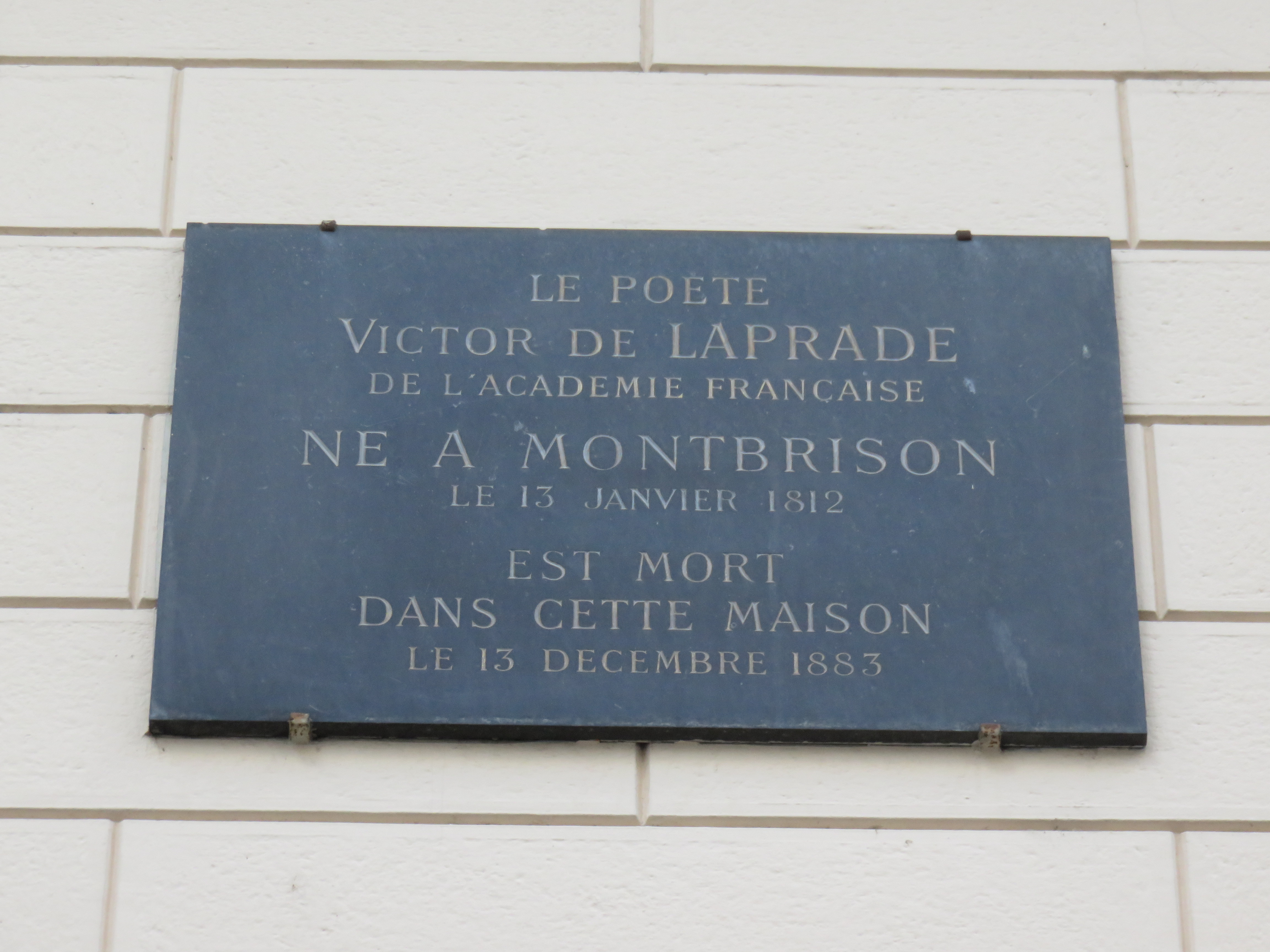
Plaque commémorative
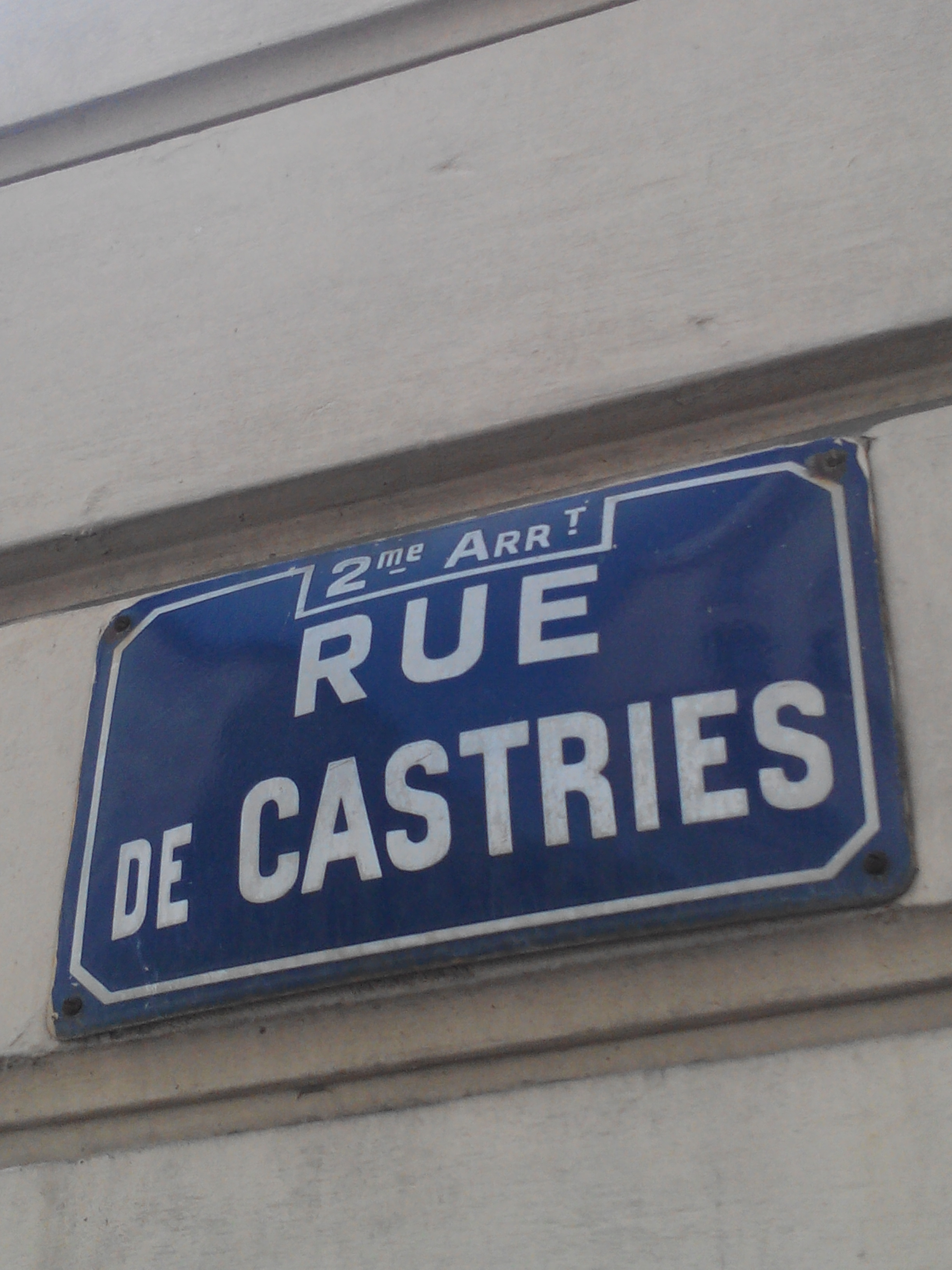
Plaque de rue